# Битиев, Ризван
Ризва́н Бити́ев (род. 25 августа 1973) — российский штангист чеченского происхождения, серебряный призёр чемпионата России 1993 года, мастер спорта России международного класса. Воспитанник Вячеслава Адаменко и Эли Кунаева. Выступал в весовой категории до 54 кг. Представлял спортивный клуб «Динамо» (Грозный). Участвовал также в чемпионате России 1993 года, розыгрышах Кубка России 2001 и 2005 годов, но призовых мест не завоевал.

## Спортивные результаты
- Чемпионат России по тяжёлой атлетике 1993 года, весовая категория 54 кг —  (102,5 + 130 = 232,5).
- Кубок России по тяжёлой атлетике 1999 года, весовая категория 56 кг — 3 (110 + 137.5 = 247,5)
- Кубок России по тяжёлой атлетике 2001 года, весовая категория 56 кг — 8 (97,5 + 115 = 212,5).[1]
- Кубок России по тяжёлой атлетике 2005 года, весовая категория 62 кг — 9 (110 + 135 = 245).[2]
- Чемпионат России по тяжёлой атлетике 2005 года, весовая категория 56 кг — 7 (92 + 115 = 207).[3]